# Eugene F. Stoermer
Eugene Filmore Stoermer (* 7. März 1934 in Clay County, Iowa, USA; † 17. Februar 2012 in Ann Arbor/Michigan, USA) war ein führender Diatomeenforscher mit besonderem Schwerpunkt auf Süßwasserarten der nordamerikanischen Großen Seen. Er war Professor für Biologie an der School of Natural Resources and Environment der University of Michigan.

## Leben und Wirken
Seinen Bachelor of Science erwarb Stoermer 1958, seinen Doctor of Science (Doktor der Naturwissenschaften) 1963 an der Iowa State University. Der Titel seiner Doktorarbeit lautete „Post-pleistocene diatoms from Lake West Okoboji, Iowa“ (Postpleistozäne Kieselalgen des Lake West Okoboji, Iowa).
Stoermer prägte den Begriff Anthropozän und verwendete ihn schon seit den frühen 1980er Jahren, um die Auswirkungen und Belege für die Auswirkungen menschlicher Aktivitäten auf den Planeten Erde zu bezeichnen. Weitere Verbreitung fand der Ausdruck jedoch erst durch den im Jahr 2000 von Stoermer zusammen mit dem niederländischen Meteorologen Paul Crutzen im IGBP Newsletter 41 publizierten Aufsatz The "Anthropocene".
Stoermer hat 1999, zusammen mit John P. Smol, das Buch The Diatoms Applications for the Environmental and Earth Sciences herausgegeben, das 2010 in zweiter Auflage erschienen und in über Tausend Bibliotheken verfügbar ist.
Im Jahr 2009 erschien Stoermer zu Ehren die Festschrift Diatom taxonomy, ultrastructure, and ecology: Modern methods and timeless questions. A tribute to Eugene F. Stoermer.

## Nach Stoermer benannte Gattungen und Arten
Diatomen-Gattung
- Stoermeria J.P. Kociolek, L. Escobar & S. Richardon, 1996.

Diatomeen-Arten:
- Amphora stoermerii M. Edlund & Z. Levkov, 2009
- Amphorotia stoermeri D.M. Williams & G. Reid, 2006
- Colliculoamphora stoermeri G. Reid & D.M. Williams, 2009
- Encyonema stoermeri S.A. Spaulding, J.R. Pool & S.I. Castro, 2010
- Encyonopsis stoermeri H. Lange-Bertalot & D. Metzeltin, 2009
- Frustulia stoermeri H. Lange-Bertalot & D. Metzeltin, 2009
- Gomphonema stoermeri J.P. Kociolek & J.C. Kingston, 1999
- Gomphosphenia stoermeri J.P. Kociolek & E.W. Thomas, 2009
- Navicula stoermeri J.P. Kociolek & B. de Reviers, 1996
- Neidium stoermeri E.W. Thomas & J.P. Kociolek, 2008
- Pinnularia stoermeri D. Metzeltin & H. Lange-Bertalot, 2007
- Surirella stoermerii R.L. Lowe, 1973

## Publikationen
- Conley, Daniel J.; Schelske, Claire L. & Stoermer, Eugene F.  1993: Modification of the Biogeochemical Cycle of Silica with Eutrophication. In: Marine Ecology Progress Series 101 (1/2): 179-92. JSTOR:24840608.
- Crutzen, Paul J. & Stoermer, Eugene F.  2000: The “Anthropocene”. In: IGBP Newsletter 41: 17–18. http://www.igbp.net/download/18.316f18321323470177580001401/1376383088452/NL41.pdf.
- Smol, John P. & Stoermer, Eugene F. (Hg.) 2010: The Diatoms Applications for the Environmental and Earth Sciences. 2nd Edition. Cambridge/UK, Cambridge University Press. ISBN 978-0-521-50996-1.
- Stoermer, Eugene F.; Kreis, Russell G. & Andresen, Norman A. 1999: Checklist of Diatoms from the Laurentian Great Lakes. II. In: Journal of Great Lakes Research 25 (3): 515–566. http://www.sciencedirect.com/science/article/pii/S0380133099707598. https://www.reabic.net/publ/Stoermer_et%20al_1999_Bacillariophyta.pdf.
- Stoermer, Eugene F. & Smol, John P. (Hg.) 1999: The Diatoms Applications for the Environmental and Earth Sciences. Cambridge/UK, Cambridge University Press. ISBN 0-511-15506-9.
- Stoermer, Eugene F.; Kociolek, John Patrick; Theriot, Edward C. & Stevenson, R. Jan  2009: Diatom Taxonomy, Ultrastructure, and Ecology: Modern Methods and Timeless Questions. A Tribute to Eugene F. Stoermer. Cramer, Berlin. ISBN 978-3-443-51057-2.